# Rallye Monte Carlo 1992

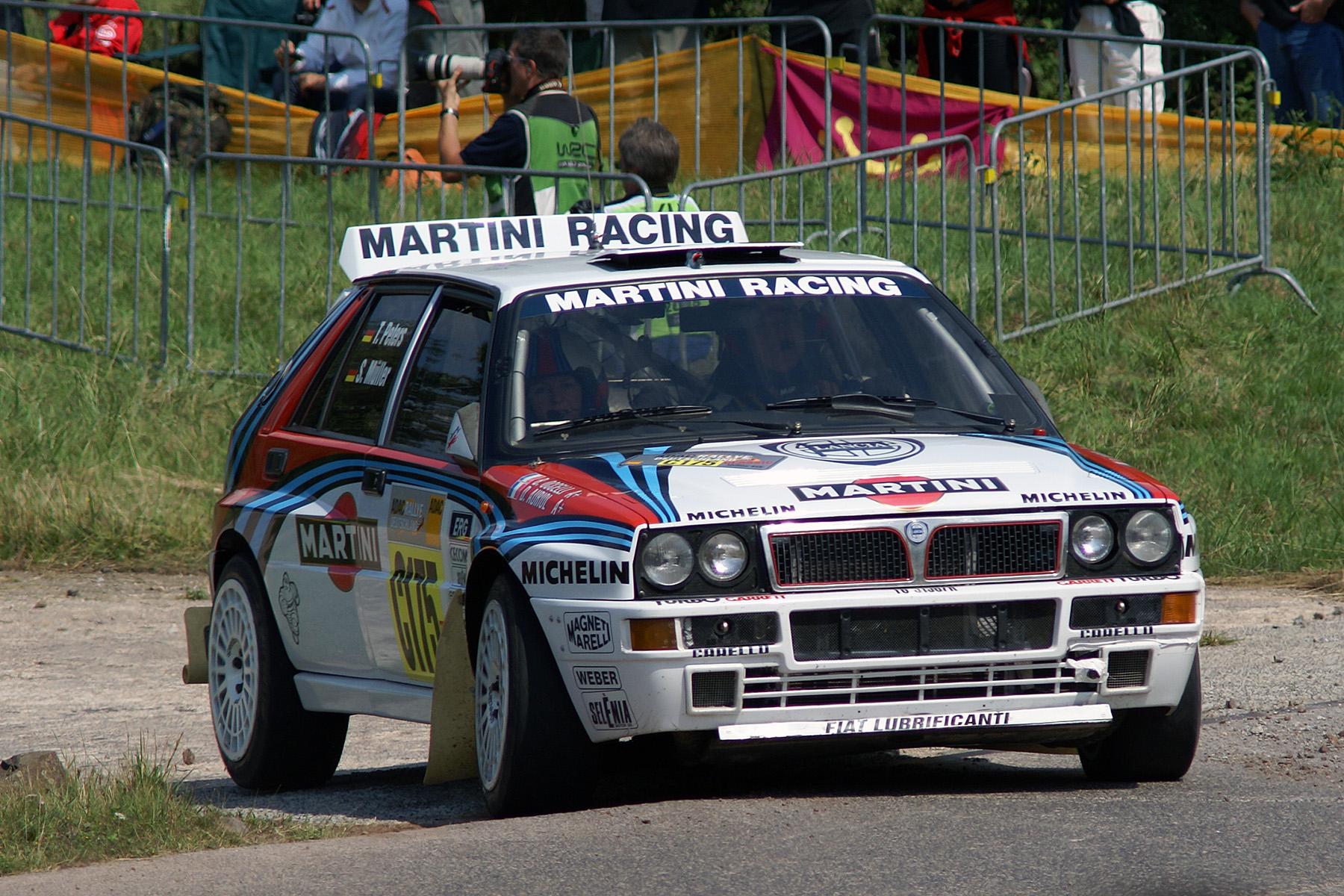
Das Siegerauto der Rallye Monte Carlo 1992, ein Lancia Delta HF Integrale.

Die 60. Rallye Monte Carlo war der 1. Lauf zur Rallye-Weltmeisterschaft 1992. Sie fand vom 25. bis zum 29. Januar in der Region von Monaco statt. Von den 26 geplanten Wertungsprüfungen wurde eine (23) abgesagt.

## Klassifikationen

### Endergebnis
| Rang | Fahrer               | Co-Pilot           | Auto                      | Zeit (Std./Min./Sek.) | Rückstand Sieger (Min./Sek.) Rückstand V (Min./Sek.) |
| ---- | -------------------- | ------------------ | ------------------------- | --------------------- | ---------------------------------------------------- |
| 1    | Didier Auriol        | Bernard Occelli    | Lancia Delta HF Integrale | 6:54:20               | 00:00                                                |
| 2    | Carlos Sainz senior  | Luis Moya          | Toyota Celica Turbo       | 6:56:25               | 02:05                                                |
| 3    | Juha Kankkunen       | Juha Piironen      | Lancia Delta Integrale    | 6:57:17               | 02:57 00:52                                          |
| 4    | François Delecour    | Daniel Grataloup   | Ford Sierra RS Cosworth   | 6:59:02               | 04:42 01:45                                          |
| 5    | Philippe Bugalski    | Denis Giraudet     | Lancia Delta HF Integrale | 7:04:32               | 10:12 05:30                                          |
| 6    | Timo Salonen         | Voitto Silander    | Mitsubishi Galant VR4     | 7:05:21               | 11:01 00:49                                          |
| 7    | François Chatriot    | Michel Perin       | Nissan Sunny GTI-R        | 7:10:47               | 16:27 05:26                                          |
| 8    | Miki Biasion         | Tiziano Siviero    | Ford Sierra RS Cosworth   | 7:11:18               | 16:58 00:31                                          |
| 9    | Tommi Mäkinen        | Seppo Harjanne     | Nissan Sunny GTI-R        | 7:12:58               | 18:38 01:40                                          |
| 10   | Christophe Spiliotis | Isabelle Spiliotis | Ford Sierra RS Cosworth   | 7:42:41               | 48:21 29:43                                          |

Insgesamt wurden 76 von 141 gemeldeten Fahrzeuge klassiert:

### Wertungsprüfungen
| Tag            | WP                           | Name                          | Länge    | Start MESZ        | Gewinner          | Co-Pilot                  | Auto                      | Zeit                | Leader        |
| Tag 1 25. Jan. |                              |                               |          |                   |                   |                           |                           |                     |               |
| -------------- | ---------------------------- | ----------------------------- | -------- | ----------------- | ----------------- | ------------------------- | ------------------------- | ------------------- | ------------- |
| Tag 1 25. Jan. | WP1                          | Col de Turini 1               | 10,63 km | 08:33             | Armin Schwarz     | Arne Hertz                | Toyota Celica Turbo       | 07:51               | Armin Schwarz |
| Tag 1 25. Jan. | WP2                          | Point des Miolans – St. Auban | 22,72 km | 10:36             | Carlos Sainz      | Luis Moya                 | Toyota Celica Turbo       | 14:53               | Armin Schwarz |
| Tag 1 25. Jan. | WP3                          | Col du Corobin                | 19,60 km | 12:19             | Juha Kankkunen    | Juha Piironen             | Lancia Delta HF Integrale | 14:25               | Armin Schwarz |
| Tag 1 25. Jan. | WP4                          | Col de Perty                  | 27,37 km | 14:42             | François Delecour | Daniel Grataloup          | Ford Sierra RS Cosworth   | 18:05               | Armin Schwarz |
| Tag 1 25. Jan. | WP5                          | St. Nazaire le Desert         | 23,44 km | 16:38             | Didier Auriol     | Bernard Occelli           | Lancia Delta HF Integrale | 15:00               | Didier Auriol |
| Tag 1 25. Jan. | WP6                          | Col de la Fayolle             | 35,97 km | 19:38             | Didier Auriol     | Bernard Occelli           | Lancia Delta HF Integrale | 25:36               | Didier Auriol |
| Tag 2 26. Jan. |                              |                               |          |                   |                   |                           |                           |                     | Didier Auriol |
| WP7            | Burzet                       | 41,41 km                      | 08:48    | François Delecour | Daniel Grataloup  | Ford Sierra RS Cosworth   | 29:19                     |                     | Didier Auriol |
| WP8            | St. Bonnet le Froid          | 25,74 km                      | 10:41    | Juha Kankkunen    | Juha Piironen     | Lancia Delta HF Integrale | 16:49                     |                     | Didier Auriol |
| WP9            | Col du Marchand              | 32,76 km                      | 11:29    | Didier Auriol     | Bernard Occelli   | Lancia Delta HF Integrale | 22:23                     |                     | Didier Auriol |
| WP10           | St. Jean en Royans           | 25,44 km                      | 14:14    | Armin Schwarz     | Arne Hertz        | Toyota Celica Turbo       | 13:14                     |                     | Didier Auriol |
| WP11           | Col de Saulce                | 30,38 km                      | 16:58    | Armin Schwarz     | Arne Hertz        | Toyota Celica Turbo       | 20:26                     |                     | Didier Auriol |
| WP12           | Sisteron - Thoard            | 36,87 km                      | 18:35    | Armin Schwarz     | Arne Hertz        | Toyota Celica Turbo       | 26:19                     | Carlos Sainz senior |               |
| Tag 3 27. Jan. |                              |                               |          |                   |                   |                           |                           | Carlos Sainz senior |               |
| WP13           | Maijai - Puimichel           | 12,32 km                      | 09:48    | Didier Auriol     | Bernard Occelli   | Lancia Delta HF Integrale | 07:54                     | Carlos Sainz senior |               |
| WP14           | Clumanc – Lambruisse         | 14,94 km                      | 11:26    | Carlos Sainz      | Luis Moya         | Toyota Celica Turbo       | 10:02                     | Carlos Sainz senior |               |
| WP15           | Col de la Colle Saint Michel | 18,62 km                      | 12:14    | Didier Auriol     | Bernard Occelli   | Lancia Delta HF Integrale | 11:26                     | Carlos Sainz senior |               |
| WP16           | Trigance - Chateauvieux      | 27,57 km                      | 14:07    | Carlos Sainz      | Luis Moya         | Toyota Celica Turbo       | 15:37                     | Carlos Sainz senior |               |
| WP17           | Col de Bleine                | 33,52 km                      | 15:25    | Didier Auriol     | Bernard Occelli   | Lancia Delta HF Integrale | 23:04                     | Carlos Sainz senior |               |
| WP18           | Loda - Lucéram               | 16,49 km                      | 17:18    | Didier Auriol     | Bernard Occelli   | Lancia Delta HF Integrale | 12:06                     | Carlos Sainz senior |               |
| Tag 4 28. Jan. |                              |                               |          |                   |                   |                           |                           | Carlos Sainz senior |               |
| WP19           | Col de Turini 2              | 22,21 km                      | 18:48    | Carlos Sainz      | Luis Moya         | Toyota Celica Turbo       | 16:05                     | Carlos Sainz senior |               |
| WP20           | Col de la Couillole 1        | 22,15 km                      | 20:31    | Didier Auriol     | Bernard Occelli   | Lancia Delta HF Integrale | 13:42                     | Didier Auriol       |               |
| WP21           | Col St. Raphael – Tourette 1 | 23,54 km                      | 21:49    | François Delecour | Daniel Grataloup  | Ford Sierra RS Cosworth   | 16:23                     | Didier Auriol       |               |
| WP22           | Utelle 1                     | 18,35 km                      | 23:02    | Didier Auriol     | Bernard Occelli   | Lancia Delta HF Integrale | 14:22                     | Didier Auriol       |               |
| Tag 5 29. Jan. |                              |                               |          |                   |                   |                           |                           | Didier Auriol       |               |
| WP23           | Col de Turini 3              | 22,21 km                      | 01:15    | abgesagt          | abgesagt          | abgesagt                  | abgesagt                  | Didier Auriol       |               |
| WP24           | Col de la Couillole 2        | 22,15 km                      | 03:43    | Didier Auriol     | Bernard Occelli   | Lancia Delta HF Integrale | 13:29                     | Didier Auriol       |               |
| WP25           | Col St. Raphael – Tourette 2 | 23,54 km                      | 05:01    | François Delecour | Daniel Grataloup  | Ford Sierra RS Cosworth   | 16:08                     | Didier Auriol       |               |
| WP26           | Utelle 2                     | 18,35 km                      | 06:19    | François Delecour | Daniel Grataloup  | Ford Sierra RS Cosworth   | 14:14                     | Didier Auriol       |               |

### Gewinner Wertungsprüfungen
| WP                                  | Anzahl | Fahrer            | Auto                      |
| ----------------------------------- | ------ | ----------------- | ------------------------- |
| 5, 6, 9, 13, 15, 17, 18, 20, 22, 24 | 10     | Didier Auriol     | Lancia Delta HF Integrale |
| 4, 7, 21, 25, 26                    | 5      | François Delecour | Ford Sierra RS Cosworth   |
| 1, 10–12                            | 4      | Armin Schwarz     | Toyota Celica Turbo       |
| 2, 14, 16, 19                       | 4      | Carlos Sainz      | Toyota Celica Turbo       |
| 3, 8                                | 2      | Juha Kankkunen    | Lancia Delta HF Integrale |

### Fahrer-Weltmeisterschaft
| Pos. | Fahrer            | Punkte |
| ---- | ----------------- | ------ |
| 1    | Didier Auriol     | 20     |
| 2    | Carlos Sainz      | 15     |
| 3    | Juha Kankkunen    | 12     |
| 4    | Francois Delecour | 10     |
| 5    | Philippe Bugalski | 8      |

### Herstellerwertung
| Pos. | Team       | Punkte |
| ---- | ---------- | ------ |
| 1    | Lancia     | 20     |
| 2    | Toyota     | 17     |
| 3    | Ford       | 12     |
| 4    | Mitsubishi | 8      |
| 5    | Nissan     | 6      |